# Strada nazionale 51 della Cisa
La strada nazionale 51 della Cisa era una strada nazionale del Regno d'Italia, che congiungeva Mantova a Sarzana, superando l'Appennino Tosco-Emiliano in corrispondenza del passo della Cisa.
Venne istituita nel 1923 con il percorso "Mantova - Guastalla - Parma - Fornovo - Pontremoli - Aulla - Sarzana".
Nel 1928, in seguito all'istituzione dell'Azienda Autonoma Statale della Strada (AASS) e alla contemporanea ridefinizione della rete stradale nazionale, il suo tracciato costituì il tratto iniziale della strada statale 62 della Cisa.